# Spilosoma caucasica
Spilosoma caucasica là một loài bướm đêm thuộc phân họ Arctiinae, họ Erebidae.